# Malilia (Ort)
Malilia ist ein osttimoresischer Ort im Suco Goulolo (Verwaltungsamt Cailaco, Gemeinde Bobonaro). Das Dorf liegt auf der Westseite eines Berges auf einer Meereshöhe von 334 m. Nördlich fließt der Aimera, ein Nebenfluss des Marobo. Östlich mündet ein kleinerer Fluss in den Aimera.